# Daranovci
Daranovci su naselje u Republici Hrvatskoj u Požeško-slavonskoj županiji, u sastavu općine Brestovac.

## Zemljopis
Daranovci su smješteni oko 3 km zapadno od Brestovca, na sjevernim obroncima Požeške Gore, susjedna sela su Dolac i Brestovac na istoku te Zakorenje na zapadu. 

## Stanovništvo
Prema popisa stanovništva iz 2011. godine Daranovci su imali 183 stanovnika.
| broj stanovnika | 233   | 253   | 218   | 263   | 270   | 319   | 273   | 316   | 286   | 255   | 242   | 223   | 183   | 158   | 185   | 183   | 160   |
|                 | 1857. | 1869. | 1880. | 1890. | 1900. | 1910. | 1921. | 1931. | 1948. | 1953. | 1961. | 1971. | 1981. | 1991. | 2001. | 2011. | 2021. |